# Miconia trinervia
Miconia trinervia är en tvåhjärtbladig växtart som först beskrevs av Olof Swartz, och fick sitt nu gällande namn av David Don och John Claudius Loudon. Miconia trinervia ingår i släktet Miconia och familjen Melastomataceae. Inga underarter finns listade i Catalogue of Life.